# 圖爾蓀·穆罕默德汗
圖爾蓀·穆罕默德汗（1562年—1627年），哈薩克汗國蘇丹，塔什干統治者，他聲稱自己是哈薩克汗國的可汗，但後來被額什木汗擊敗。

## 生平
圖爾蓀蘇丹是蘇丹賈利姆的兒子。他比額什木大3歲。1598年額什木登基時，圖爾蓀並沒有獲得這個頭銜。但是，在與布哈拉汗國的戰爭勝利后，圖爾蓀在哈薩克人民中聲名鵲起，將南部的哈薩克氏族從布哈拉臣民身份中解放出來，宣佈自已為哈薩克汗國的可汗，並開始為自己鑄造硬幣。他兩次宣誓效忠額什木汗，但兩次都違反了誓言。
圖爾蓀的主要支援者是卡塔干部落哈薩克人。為了不發生內戰，額什木汗承認圖爾蓀汗是與他平等的統治者。1627年，額什木開始對卡爾梅克人（準噶爾部）發動戰役。圖爾蓀汗趁著額什木汗出征，違反休戰協定，為了統一哈薩克汗國，他佔領了哈薩克汗國的第二個首都突厥斯坦市。額什木姆汗從戰役中返回後，向圖爾孫汗宣戰。在奇姆肯特附近，發生了賽拉姆戰役，圖爾蓀汗被擊敗。額什木汗判處整個卡塔干氏族滅絕，下令處決所有高於1.5米的男人，這個氏族解體，這個氏族的一部分成為烏茲別克族的一部分，另一部分通過成為維吾爾人的一部分而逃脫，其餘部分以Shanyshkyly氏族的名義成為阿拉什哈薩克人的一部分。圖爾蓀汗的失敗以「卡塔甘戰役」的名義保存在歷史上。由於這場運動，額什木汗清算了塔什干哈薩克汗國，並將其納入統一的哈薩克汗國。
圖爾孫汗後被隨從所殺，屍體交給了額什木汗，後來他的首級傳給布哈拉的伊瑪目庫里汗，額什木收到了一封承認信，即錫爾河以北一些城市永遠移交給他。